# Impact environnemental de l'industrie minière

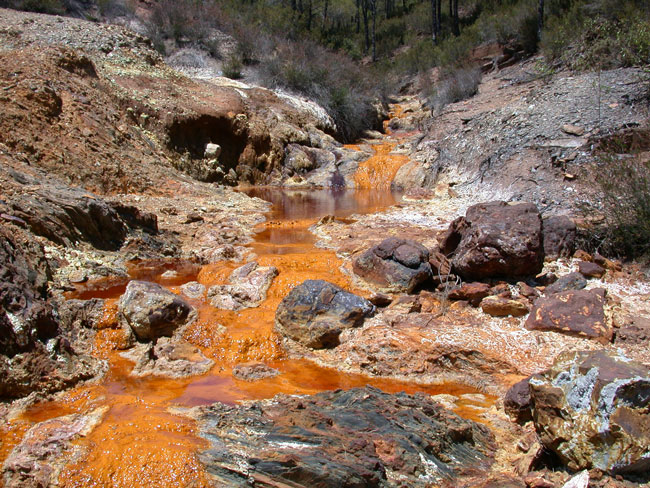
Le Rio Tinto, un exemple d'impact environnemental de l'exploitation minière.

Les impacts environnementaux de l'industrie minière se font ressentir à l'échelle locale, régionale et mondiale. L'extraction minière peut provoquer l’érosion des sols, la formation de dolines, la perte de biodiversité ou la contamination des sols, des eaux souterraines et des eaux de surface par les produits chimiques utilisés lors de cette phase. Ces processus affectent également l’atmosphère, avec des émissions de carbone qui contribuent au changement climatique.
Certaines méthodes d’exploitation minière, comme l'extraction du lithium, du phosphate, du charbon par enlèvement de sommets ou du sable, peuvent avoir des effets si importants sur l'environnement et la santé publique que les exploitants sont tenus de respecter des codes environnementaux et de réhabilitation stricts afin de garantir le retour à l'état d'origine de la zone exploitée. Si activité minière peut apporter divers avantages aux sociétés, elle peut aussi susciter des conflits, notamment concernant l’utilisation des sols.
Selon la page The World Counts, « la quantité de ressources extraites de la Terre a augmenté de 39,3 milliards de tonnes en 2002. Soit une augmentation de 55 % en moins de 20 ans ».

## Érosion
L'érosion des versants de collines exposées, des terrils miniers, des digues à résidus, ainsi que l'envasement des drainages, des ruisseaux et des rivières qui en résulte peuvent affecter considérablement les zones environnantes. Un exemple typique est la mine géante d'Ok Tedi en Papouasie-Nouvelle-Guinée.
L'érosion des sols est le résultat de perturbations physiques causées par les activités minières (excavation, dynamitage) dans les zones sauvages. Cela perturbe le système racinaire des arbres, qui joue un rôle crucial dans la stabilisation du sol et la prévention de l'érosion. Les matériaux érodés peuvent être transportés par ruissellement dans les eaux de surface avoisinantes, ce qui est à l'origine du processus de sédimentation. En outre, la modification des schémas de drainage réoriente l'écoulement de l'eau, intensifiant l'érosion et la sédimentation des masses d'eau adjacentes. L’impact cumulatif entraîne une dégradation de la qualité de l’eau, une perte d’habitat et des dommages écologiques durables.

## Dolines

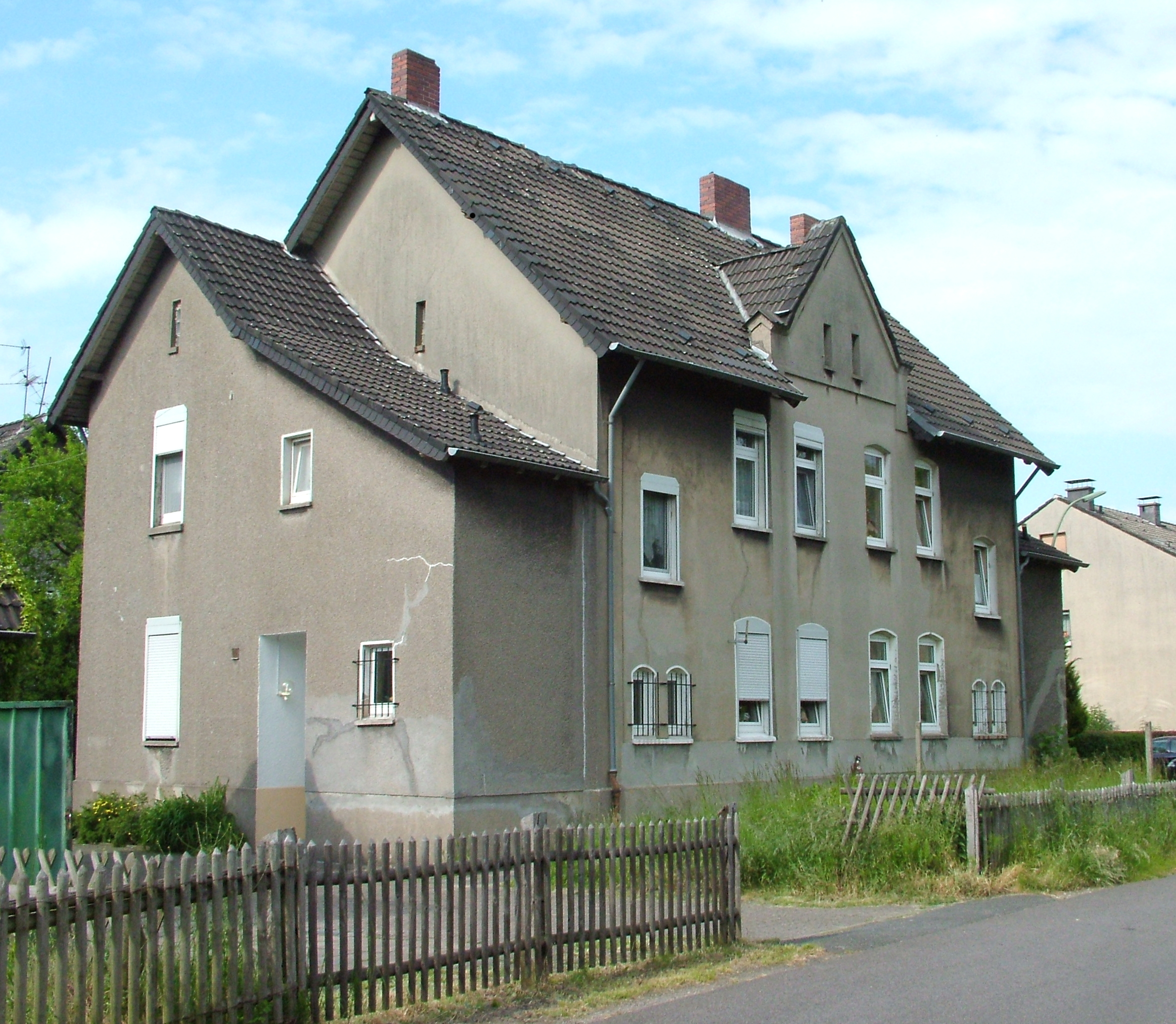
Maison à Gladbeck, en Allemagne, avec des fissures causées par l'érosion gravitationnelle due à l'exploitation minière

Une doline, sur ou à proximité d'un site minier, est généralement causée par l'effondrement du toit d'une mine lors de l'extraction, par la faiblesse des morts-terrains ou par des discontinuités géologiques. Les morts-terrains du site minier peuvent développer des cavités dans le sous-sol ou la roche, se remplissant de sable et de terre provenant des strates sus-jacentes. Ces cavités dans le sous-sol peuvent finir par s'effondrer et former un gouffre à la surface (doline). L'effondrement soudain crée une grande dépression à la surface, ce qui peut être dangereux pour la sécurité des habitants locaux. Les dolines sur un site minier peuvent être atténuées grâce à une conception appropriée des infrastructures, telles que des supports miniers et une construction plus réfléchie des murs de protection, afin de créer une barrière autour d'une zone sujette à ce phénomène. Le remblayage et l'injection de coulis peuvent permettre de stabiliser les ouvrages  souterrains abandonnés.

## Pollution de l'eau
L’industrie minière peut avoir des effets néfastes sur la qualité des eaux de surface et souterraines environnantes. Si les précautions appropriées ne sont pas prises, des concentrations anormalement élevées de produits chimiques, tels que l’arsenic, l’acide sulfurique et le mercure, peuvent se répandre et contaminer des volumes importants d’eau de surface ou souterraine. Les grandes quantités d’eau utilisées pour le drainage des mines, leur refroidissement, l’extraction aqueuse et d’autres processus miniers augmentent le risque de contamination des masses d'eau par ces produits chimiques. L’exploitation minière produisant de grandes quantités d’eaux usées, les méthodes d’élimination sont limitées en raison des contaminants présents. Le ruissellement de ces polluants peut avoir des impacts désastreux sur les écosystèmes. La contamination des bassins hydrographiques résultant de fuites d'effluents pollués a également un impact sanitaire sur les populations locales.
La minimisation de l'impact des exploitations minières sur l'environnement est imposée par la loi fédérale américaine et celle de chaque État, qui obligent les exploitants à respecter les normes de protection des eaux de surface et souterraines contre les contaminants. L'utilisation de procédés d'extraction non toxiques tels que la biolixiviation est le moyen le plus efficace pour y parvenir. En outre, le traitement des polluants doit se poursuivre après le démantèlement d’une mine, car les systèmes d’eau environnants peuvent encore être contaminés des années après l'arrêt de l'activité minière.

### Drainage minier acide
L'extraction minière nécessite souvent des travaux sous le niveau de la nappe phréatique, ce qui oblige à pomper continuellement l'eau pour prévenir les inondations. Lorsqu'une mine est abandonnée, le pompage s'arrête, permettant ainsi à l'eau d'envahir les galeries. Ce processus marque généralement le début des phénomènes de drainage minier acide (DMA) dans de nombreux cas.

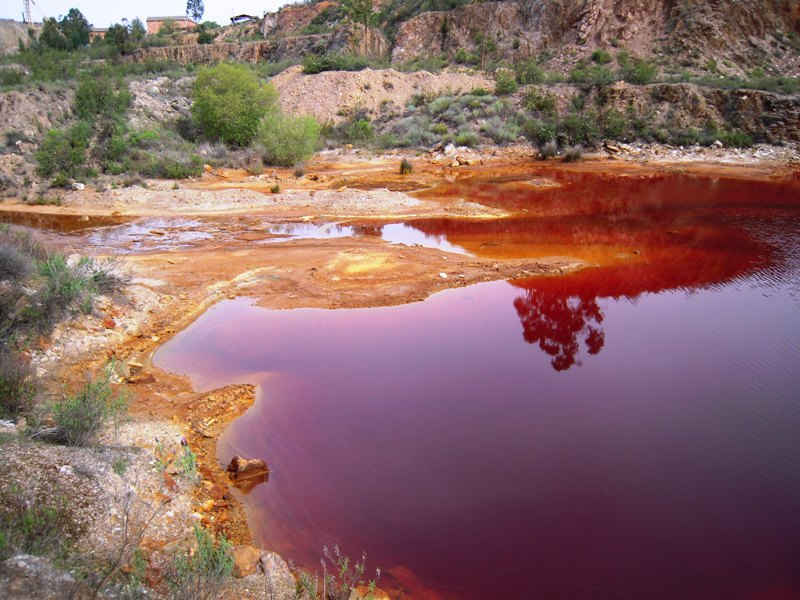
Drainage minier acide au Portugal

Le drainage minier acide se produit naturellement dans certains environnements, dans le cadre du processus d'altération, généralement dans des roches contenant une abondance de minéraux sulfurés. Ce processus naturel est cependant exacerbé par les perturbations anthropiques, tels que l'exploitation minière et les activités de construction.
Un drainage minier acide (DMA) se produit lorsque des roches contenant des minéraux sulfurés (par exemple la pyrite) sont exposées à l'eau et à l'air, produisant ainsi un drainage acide riche en sulfate. Ces eaux acides peuvent extraire divers métaux lourds des roches et du sol environnants. C'est une source majeure de pollution environnementale, contaminant les eaux de surface et les eaux souterraines à proximité, nuisant aux écosystèmes et rendant l'eau impropre à la consommation. Le drainage minier acide peut persister pendant de longues périodes, même longtemps après la fin des activités minières, entraînant une dégradation continue de l'environnement.
Les cinq principales technologies utilisées pour surveiller et contrôler les drainages miniers acides sont les systèmes de dérivation, les bassins de confinement, les systèmes de pompage des eaux souterraines, les systèmes de drainage souterrain et les barrières souterraines. Dans de nombreux cas, l’eau contaminée est généralement pompée vers une station de traitement. Une étude d'impact datant de 2006 a révélé que « les prévisions de qualité de l'eau faites après avoir pris en compte les effets de l'atténuation sous-estimaient largement les impacts réels sur les eaux souterraines et les eaux de surface ».

### Métaux lourds
Les métaux lourds sont des éléments naturels caractérisés par un poids atomique élevé et une densité au moins cinq fois supérieure à celle de l’eau. En raison de leur faible biodégradabilité, ils persistent dans l’environnement et peuvent s’accumuler dans les organismes vivants par bioaccumulation. Leur utilisation dans divers domaines tels que l’industrie, l’agriculture, les applications domestiques, médicales et technologiques a entraîné une large diffusion dans l’environnement, soulevant des préoccupations quant à leurs impacts potentiels sur la santé humaine et sur les écosystèmes.
La dissolution et le transport des métaux et des éléments-traces métalliques par les eaux de ruissellement et les eaux souterraines constituent un autre exemple de préoccupation environnementale liée à l’exploitation minière. Il est possible de citer par exemple la mine de cuivre de Britannia, près de Vancouver, en Colombie-Britannique. De la même manière, Tar Creek, une exploitation minière abandonnée à Picher, dans l'Oklahoma (États-Unis), souffre également d'une contamination par des métaux lourds. L'effluent de la mine contenant des métaux lourds dissous tels que le plomb et le cadmium s'est infiltré dans les nappes souterraines locales, les contaminant. L'ancienne mine est désormais un site Superfund de l'Agence de protection de l'environnement. Le stockage à long terme des résidus miniers peut entraîner des problèmes supplémentaires, car ils peuvent être facilement emportés hors du site par le vent, comme cela s'est produit à Skouriotissa, une mine de cuivre abandonnée à Chypre.

## Émissions de gaz à effet de serre
Les émissions de gaz à effet de serre, tels que le CO2 et le CH4, peuvent se produire directement et indirectement tout au long du processus d’extraction minière et peut avoir des impacts significatifs sur le changement climatique mondial.
Selon la plateforme GlobalData, l’industrie minière contribuerait entre 4 et 7 % aux émissions mondiales de gaz à effet de serre. Une étude de Xiaoqi Zheng et de ses collaborateurs avance toutefois des chiffres plus élevés. En 2020, les émissions de GES de l'industrie extractive mondiale avaient atteint 7,7 milliards de tonnes d'équivalents CO₂ (CO₂e), représentant environ 15,0 % des émissions anthropiques mondiales de GES (à l'exclusion des émissions de GES provenant de l'utilisation des terres, du changement d'affectation des terres et des activités forestières), la Chine étant le plus grand émetteur, avec 3,5 % des émissions mondiales. Enfin, selon un rapport du cabinet McKinsey datant de 2020, l'industrie minière génère entre 1,9 et 5,1 gigatonnes d'équivalent CO₂ (CO₂e) d'émissions de GES par an. La majeure partie de ces émissions proviennent du méthane fugitif libéré lors de l'extraction du charbon (entre 1,5 et 4,6 gigatonnes), principalement dans les exploitations souterraines. La consommation d'électricité dans l'industrie minière contribue à hauteur de 0,4 gigatonne d'équivalent CO₂.
Les techniques d’adaptation et d’atténuation visant à réduire la pollution atmosphérique créée par l’exploitation minière sont souvent axées sur l’utilisation de sources d’énergie plus propres. Passer du charbon et du diesel à l’essence peut baisser la concentration de gaz à effet de serre. En outre, le passage à des sources d’énergie renouvelables, telles que l’énergie solaire et l’hydroélectricité, pourrait limiter davantage les émissions de GES. La pollution de l’air peut également être réduite en maximisant l’efficacité de la mine et en effectuant une évaluation du cycle de vie pour minimiser les impacts environnementaux.

## Effets sur la biodiversité

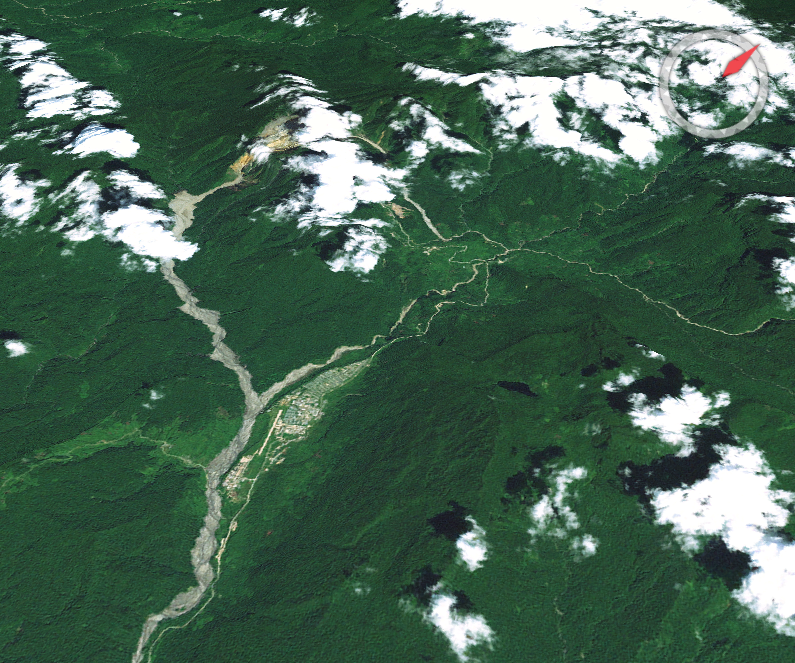
La rivière Ok Tedi est contaminée par les résidus d’une mine voisine.

Les exploitations minières ont un impact sur la biodiversité à plusieurs échelles. Au niveau local, les effets immédiats se manifestent par la destruction directe des habitats sur les sites miniers. Effectivement, l'implantation d'une mine constitue une modification majeure de l'habitat, impactant dès lors la biodiversité. À plus grande échelle, les activités minières contribuent à la pollution des écosystèmes et au changement climatique. D'autant plus que des effets néfastes peuvent être observés longtemps après la fin de l’activité minière.
La destruction de l’habitat est la principale composante en terme de perte de la biodiversité, mais l’empoisonnement direct causé par les matériaux extraits des mines, et l’empoisonnement indirect par les aliments et l’eau, peuvent également affecter les animaux, la végétation et les micro-organismes. Les modifications de l’habitat telles que l'évolution du pH et de la température perturbent les communautés des environs. Les espèces endémiques sont particulièrement sensibles, car elles nécessitent des conditions environnementales très spécifiques. À noter que les espèces qui nécessitent un grand territoire telles que le caribou forestier de Val-d'Or (Rangifer tarandus) sont tout autant impactées par les activités minières.
Les concentrations de métaux lourds diminuent généralement avec la distance par rapport à la mine, et les impacts sur la biodiversité suivent souvent le même schéma. Les effets varient considérablement en fonction de la mobilité et de la biodisponibilité des polluants : les molécules peu mobiles restent inertes dans l’environnement, tandis que les molécules très mobiles se déplacent facilement vers d’autres compartiments ou sont assimilées par les organismes. Par exemple, la spéciation des métaux dans les sédiments peut modifier leur biodisponibilité et, par conséquent, leur toxicité pour les organismes aquatiques.
La biomagnification joue un rôle important dans les habitats pollués : les impacts de l’exploitation minière sur la biodiversité, lorsque les concentrations ne sont pas suffisamment élevées pour tuer directement les organismes exposés, affectent davantage les espèces situées en haut de la chaîne alimentaire en raison de ce phénomène.
Les effets néfastes de l’exploitation minière sur la biodiversité dépendent en grande partie de la nature du contaminant, de la concentration à laquelle il est présent dans l’environnement et de la nature de l’écosystème affecté. Certaines espèces sont très résistantes aux perturbations anthropiques, tandis que d’autres disparaissent complètement des zones contaminées. Le temps seul ne semble pas suffire pour permettre à l’habitat de récupérer totalement de la contamination. Les pratiques de réhabilitation prennent du temps, et, dans la plupart des cas, elles ne permettent pas de rétablir la diversité originale présente avant l’activité minière.

### Organismes aquatiques
L'industrie minière peut affecter la biodiversité aquatique de différentes manières. Une première atteinte est l'empoisonnement direct,; ce risque est accru lorsque les contaminants sont mobiles dans les sédiments ou bio-disponibles dans l’eau. Les drainages miniers peuvent modifier le pH de l’eau, rendant difficile la distinction entre les impacts directs sur les organismes et ceux causés par les modifications du pH. Cependant, les effets peuvent être observés et prouvés comme étant dus à des modifications du pH.
Les contaminants peuvent également affecter les organismes aquatiques par des effets physiques: des concentrations élevées de sédiments en suspension dans les cours d’eau réduisent la lumière, diminuant ainsi la biomasse des algues. Les dépôts d'oxydes métalliques peuvent également limiter la biomasse en enrobant les algues ou leur substrat, empêchant ainsi leur colonisation.

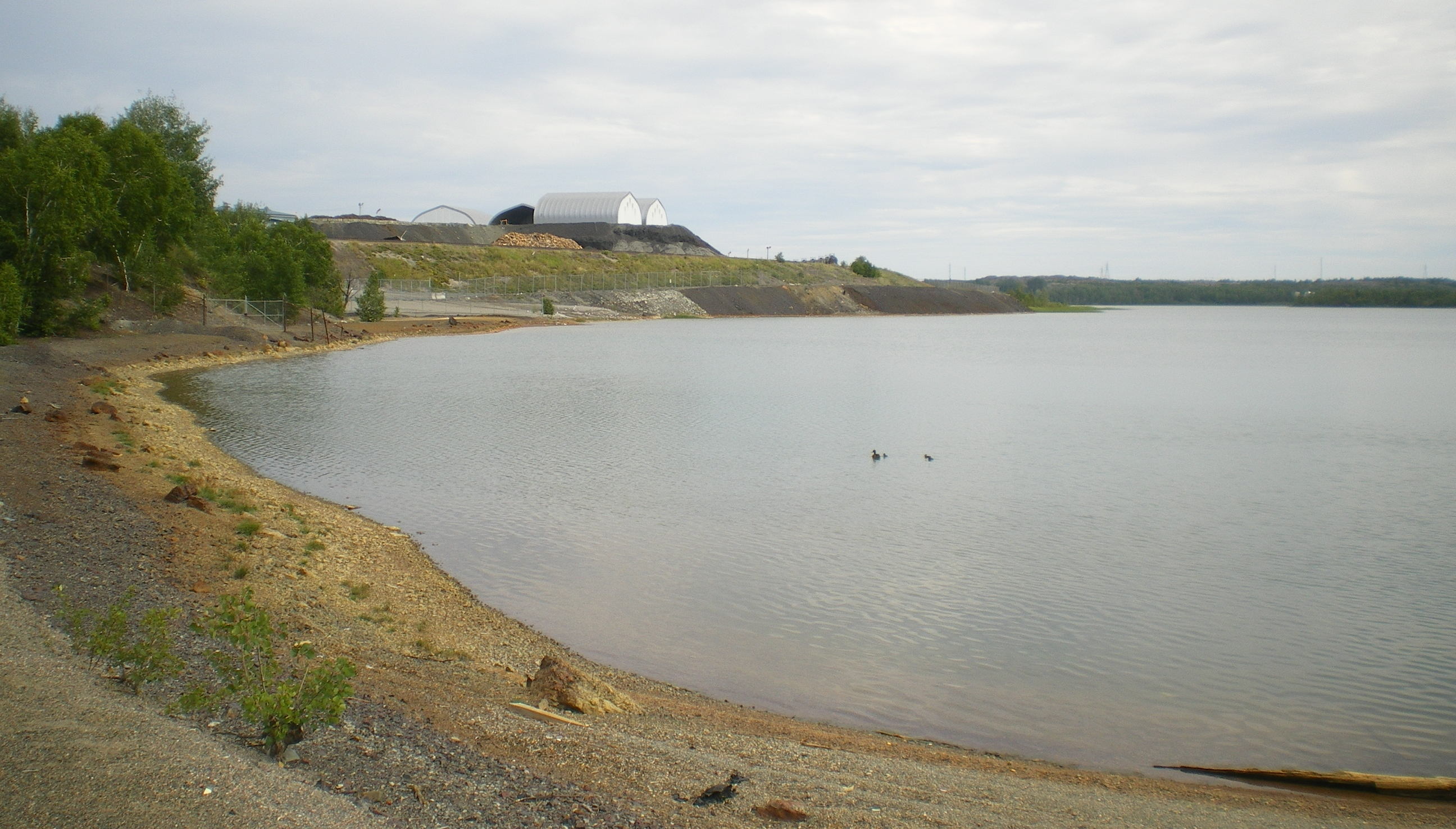
Le lac Osisko, contaminé, à Rouyn-Noranda

Les facteurs qui influencent les communautés dans les sites de drainage minier acide varient dans le temps et selon les saisons : température, précipitations, pH, salinisation et quantité de métaux varient à long terme et peuvent fortement affecter les communautés. Les changements de pH ou de température peuvent modifier la solubilité des métaux, et donc la quantité bio-disponible qui affecte directement les organismes. De plus, la contamination persiste dans le temps : 90 ans après la fermeture d’une mine de pyrite, le pH de l’eau restait très bas et les populations microbiennes étaient principalement des bactéries acidophiles.
Un cas particulièrement connu d'impact toxique sur les organismes aquatiques est celui de la contamination de la baie de Minamata. Du méthylmercure a été rejeté dans les eaux usées par une entreprise chimique industrielle, causant la maladie de Minamata au Japon. Ainsi, les poissons et les coquillages ont été contaminés, entraînant leur mortalité et impactant les espèces environnantes ainsi que les populations humaines consommant ces poissons.
Un autre exemple significatif est celui de l’impact de l’extraction de phosphates sur les récifs coralliens adjacents à Christmas Island. Dans ce cas, le ruissellement riche en phosphates a transporté des nutriments vers les récifs coralliens, où les niveaux de phosphate ont atteint des concentrations extrêmement élevées, impactant les espèces clés des récifs tels que les algues corallines crustoses et les coraux branchus.

#### Micro-organismes
Les communautés d’algues sont moins diversifiées dans les eaux acides contenant de fortes concentrations de zinc, et le stress lié aux drainages miniers diminue leur production primaire. Les communautés de diatomées sont fortement modifiées par tout changement chimique, et les concentrations élevées en métaux diminuent l’abondance des espèces planctoniques.

### Organismes terrestres

#### Végétation
La texture du sol et son contenu en eau peuvent être grandement modifiés sur des sites perturbés, ce qui entraîne des changements dans les communautés végétales de la région. La plupart des plantes ont une faible tolérance aux concentrations de métaux dans le sol, bien que la sensibilité diffère selon les espèces. La diversité et la couverture totale des graminées sont moins affectées par une forte concentration de contaminants que celles des herbacées et des arbustes. Les rejets ou traces de matériaux issus des activités minières peuvent se retrouver à proximité de la mine, voire loin de la source. Les plantes établies finissent par mourir si leur habitat est contaminé par des métaux lourds ou des métalloïdes à des concentrations trop élevées pour leur physiologie. Certaines espèces sont plus résistantes et peuvent survivre, tandis que des espèces non indigènes tolérant ces concentrations dans le sol migreront dans les terres environnantes de la mine pour occuper une niche écologique. Cela peut également laisser le sol vulnérable à l’érosion, ce qui le rend inhabitable pour les plantes.
Les plantes peuvent être affectées par un empoisonnement direct. A titre d'exemple, le contenu en arsenic du sol réduit la diversité des bryophytes. La végétation peut également être contaminée par d'autres métaux tels que le nickel et le cuivre. L'acidification des sols due à la diminution du pH causée par une contamination chimique peut également entraîner une diminution du nombre d'espèces. Les contaminants peuvent perturber les microorganismes, modifiant ainsi la disponibilité des nutriments et entraînant une perte de végétation dans la zone. Certaines racines d'arbres évitent les couches de sol profondes pour contourner la zone contaminée, ce qui entraîne un manque d'ancrage dans les couches profondes et un risque de déracinement sous l'effet du vent à mesure que leur hauteur et leur poids augmentent. En général, l'exploration des racines est réduite dans les zones contaminées par rapport aux zones non polluées. La diversité des espèces végétales reste inférieure dans les habitats réhabilités par rapport aux zones non perturbées. Selon le type de mine, toute la végétation peut être initialement enlevée avant le début de l'exploitation minière.
Un problème peut se poser concernant les cultures à proximité des mines. Les plants peuvent pousser sur des sites faiblement contaminés, mais le rendement est généralement plus faible que dans des conditions normales de croissance. Les plantes ont également tendance à accumuler des métaux lourds dans leurs organes aériens, ce qui peut entraîner une absorption par l’homme via les fruits et légumes. La consommation régulière de cultures contaminées peut entraîner des problèmes de santé dus à une exposition prolongée aux métaux. Les cigarettes fabriquées à partir de tabac cultivé sur des sites contaminés pourraient également avoir des effets néfastes sur la population humaine, car le tabac a tendance à accumuler du cadmium et du zinc dans ses feuilles.
Par ailleurs, les plantes ayant une forte capacité à accumuler les métaux lourds, comme Noccaea caerulescens, peuvent être utilisées pour la phytoextraction. Au cours du processus de phytoextraction, les plantes vont extraire les métaux lourds présents dans le sol pour les stocker. Une fois la plante récoltée, les métaux lourds accumulés sont efficacement éliminés du sol.

## Effets de la pollution minière sur les humains
Les humains sont également affectés par l'exploitation minière. De nombreuses maladies peuvent être causées par les polluants libérés dans l'air et l'eau au cours du processus minier. Par exemple, lors des opérations de fusion, de grandes quantités de polluants atmosphériques, tels que les particules en suspension, les SOx, les particules d'arsenic et de cadmium, sont émises. Les métaux sont également généralement émis dans l'air sous forme de particules. Les mineurs sont confrontés à de nombreux dangers pour leur santé au travail. La plupart souffrent de diverses maladies respiratoires et cutanées telles que l'asbestose, la silicose ou la maladie des poumons noirs.
De plus, l'un des plus grands impacts de l'industrie minière sur les humains est lié aux polluants qui finissent dans l'eau, entraînant une mauvaise qualité de l'eau. Environ 30 % de l'eau douce renouvelable accessible dans le monde est utilisée par l'industrie et les municipalités, ce qui génère une énorme quantité d'eaux usées contenant de nombreux produits chimiques à des concentrations variables. La présence de produits chimiques actifs dans l'eau peut poser un grand risque pour la santé humaine, car ces substances peuvent s'accumuler dans l'eau et les poissons. Une étude réalisée sur un site abandonné en Chine, la mine de Dabaoshan, a montré que même après de nombreuses années d'inactivité, l'accumulation de métaux dans l'eau et le sol restait un problème majeur pour les villages voisins. En raison d'un manque de gestion appropriée des déchets, on estime un taux de mortalité de 56 % dans les régions autour de ces sites miniers, et de nombreux habitants ont été diagnostiqués avec des cancers de l'œsophage et du foie. Cette mine continue d'avoir des impacts négatifs sur la santé humaine via les cultures, soulignant la nécessité de mesures de nettoyage plus rigoureuses dans les zones environnantes.
Les effets à long terme associés à la pollution de l'air sont nombreux, notamment l'asthme chronique, l'insuffisance pulmonaire et la mortalité cardiovasculaire. Selon une étude de cohorte suédoise, le diabète semble être induit après une exposition prolongée à la pollution de l'air. Par ailleurs, la pollution atmosphérique a divers effets néfastes sur la santé au début de la vie humaine, notamment des troubles respiratoires, cardiovasculaires, mentaux et périnataux, conduisant à la mortalité infantile ou à des maladies chroniques à l'âge adulte. La contamination touche particulièrement les habitants des grandes zones urbaines, où les émissions des routes contribuent le plus à la dégradation de la qualité de l'air. Il existe également un risque d'accidents industriels, où la propagation d'un brouillard toxique peut être mortelle pour les populations des régions environnantes. La dispersion des polluants dépend de nombreux paramètres, notamment la stabilité atmosphérique et le vent.

## Matériaux résiduels

### Résidus miniers
Les processus miniers produisent un excès de matériaux résiduels connus sous le nom de résidus miniers. Ces matériaux, laissés après l’extraction, résultent de la séparation de la fraction utile et de la fraction économiquement non rentable du minerai. Ces grandes quantités de résidus sont un mélange d’eau, de sable, d’argile et de bitume résiduel. Les résidus sont généralement stockés dans des bassins aménagés dans des vallées naturelles ou par des systèmes de digues et barrages spécialement conçus. Ces bassins peuvent rester en activité pendant 30 à 40 ans, permettant aux dépôts de résidus de se stabiliser ou d’être utilisés pour le recyclage de l’eau.
Les résidus miniers présentent un grand potentiel de dommage environnemental, notamment par la libération de métaux toxiques via le drainage minier acide ou par des impacts sur la faune aquatique. Cela nécessite un suivi constant et un traitement de l’eau passant par ces barrages. Cependant, le plus grand danger reste la rupture des barrages de résidus. Ces bassins sont souvent constitués de matériaux locaux (sol, déchets grossiers ou matériaux d’excavation) et les parois des barrages sont régulièrement surélevées pour accueillir davantage de résidus. Le manque de réglementation concernant les critères de conception des barrages miniers expose l’environnement à un risque accru d’inondation causée par ces ouvrages.
Certains métaux lourds qui s’accumulent dans les résidus, comme le thorium, sont liés à un risque accru de cancer. Par exemple, les résidus miniers autour de la mine de Bayan Obo en Chine contiennent 70 000 tonnes de thorium,. Les eaux souterraines contaminées se dirigent vers le Fleuve Jaune en raison de l’absence d’une couche imperméable au fond du barrage de résidus,.

### Terrils
Un terril est une accumulation de déblais extraits d’un site minier lors de l’extraction de charbon ou de minerai. Les terrils anciens, souvent instables, peuvent s’effondrer sur les bords. Comme les déblais sont principalement composés de matériaux carbonés très combustibles, ils peuvent s’enflammer accidentellement.

## Déforestation
Dans le cadre de l'extraction à ciel ouvert, la couche de recouvrement, qui peut être couverte de forêts, doit être retirée avant le début des opérations minières. Bien que la déforestation due à l'exploitation minière puisse sembler marginale par rapport au total, elle peut entraîner l'extinction d'espèces en cas de fort endémisme local.[réf. nécessaire]
Le cycle de vie de l'extraction du charbon est l'un des plus polluants, provoquant la déforestation en raison des toxines et des métaux lourds libérés dans le sol et les milieux aquatiques. Bien que les effets de l'extraction du charbon mettent du temps à affecter l'environnement, les incendies de charbon, qui peuvent brûler pendant des décennies, libèrent des cendres volantes et augmentent les gaz à effet de serre. En particulier, l'extraction par bandes peut détruire les paysages, les forêts et les habitats de la faune à proximité des sites. Les arbres, les plantes et la couche arable sont retirés de la zone minière, ce qui peut entraîner la destruction des terres agricoles. En outre, lors des pluies, les cendres et autres matériaux sont emportés dans les ruisseaux, causant des dommages aux poissons. Ces impacts peuvent persister après la fin des activités minières, perturbant la stabilité des terres et rendant la restauration plus longue en raison de la dégradation de la qualité des sols. Bien que l'exploitation minière légale soit plus contrôlée sur le plan environnemental que l'exploitation illégale, elle contribue dans une proportion significative à la déforestation dans les pays tropicaux,.
L'extraction à ciel ouvert du nickel a conduit à une dégradation de l'environnement et une pollution importante dans des pays en développement comme les Philippines et l'Indonésie,. En 2024, l'exploitation et le traitement du nickel étaient parmi les principales causes de la déforestation en Indonésie,. L'exploitation à ciel ouvert du cobalt a entraîné une déforestation et une destruction des habitats en République démocratique du Congo.

## Impacts associés à des types spécifiques d'exploitation minière

### Exploitation minière du charbon
Les facteurs environnementaux de l'industrie du charbon n'ont pas seulement un impact sur la pollution de l'air, la gestion de l'eau et l'utilisation des terres, mais provoquent également des effets graves sur la santé en raison de la combustion du charbon. La pollution de l'air augmente en raison des toxines telles que le mercure, le plomb, le dioxyde de soufre, les oxydes d'azote et d'autres métaux lourds. Cela provoque des problèmes de santé liés aux difficultés respiratoires et affecte la faune environnante qui a besoin d'air pur pour survivre. L'avenir quant à la pollution de l'air reste incertain, car l'Agence de protection de l'environnement a tenté de limiter certaines émissions, mais elle ne dispose pas de mesures de contrôle pour toutes les usines impliquées dans l'extraction du charbon. La pollution de l'eau est également récurrente pendant l'extraction du charbon ; les cendres de charbon sont souvent emportées par les eaux de pluie qui se déversent dans des cours d'eau plus importants. Il peut falloir jusqu'à 10 ans pour nettoyer les sites aquatiques contaminés par les déchets de charbon, ce qui complique davantage la filtration de l'eau propre[réf. nécessaire].

### Exploitation minière en eaux profondes
L'exploitation minière en eaux profondes pour les nodules de manganèse et d'autres ressources a suscité des préoccupations parmi les scientifiques marins et les groupes environnementaux quant à son impact sur les écosystèmes fragiles des communautés des grands fonds. Les connaissances sur les impacts potentiels sont limitées en raison des recherches restreintes sur la vie des grands fonds,.

### Exploitation du lithium

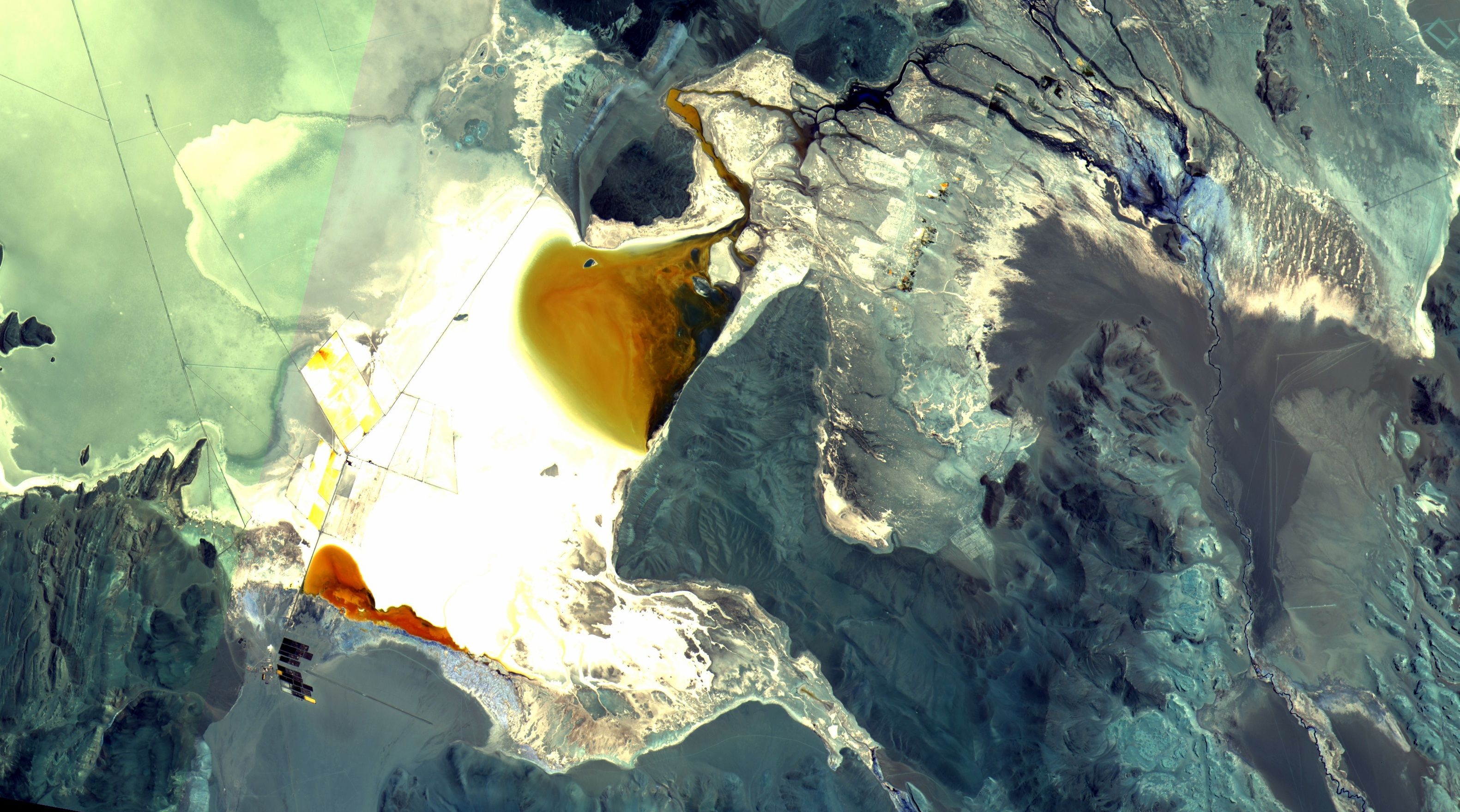
Exploitation du lithium à Salar del Hombre Muerto, Argentine

Le lithium n'existe pas naturellement sous forme métallique, car il est très réactif, mais on le trouve combiné en petites quantités dans les roches, les sols et les masses d'eau. L'extraction du lithium sous forme de roche peut être exposée à l'air, à l'eau et au sol. En outre, les batteries contenant du lithium sont très demandées à l'échelle mondiale ; les produits chimiques toxiques qu'elles génèrent peuvent avoir des impacts négatifs sur les humains, les sols et les espèces marines. La production de lithium a augmenté de 25 % entre 2000 et 2007 pour répondre aux besoins des batteries, et les principales sources de lithium se trouvent dans les dépôts de saumures de lacs. Le lithium est extrait de 150 minéraux, argiles, nombreuses saumures et de l'eau de mer, bien que l'extraction du lithium à partir de roche soit deux fois plus coûteuse que celle à partir de saumures, les dépôts de saumures sont en moyenne plus importants que les dépôts de roche dure.

### Exploitation du phosphate

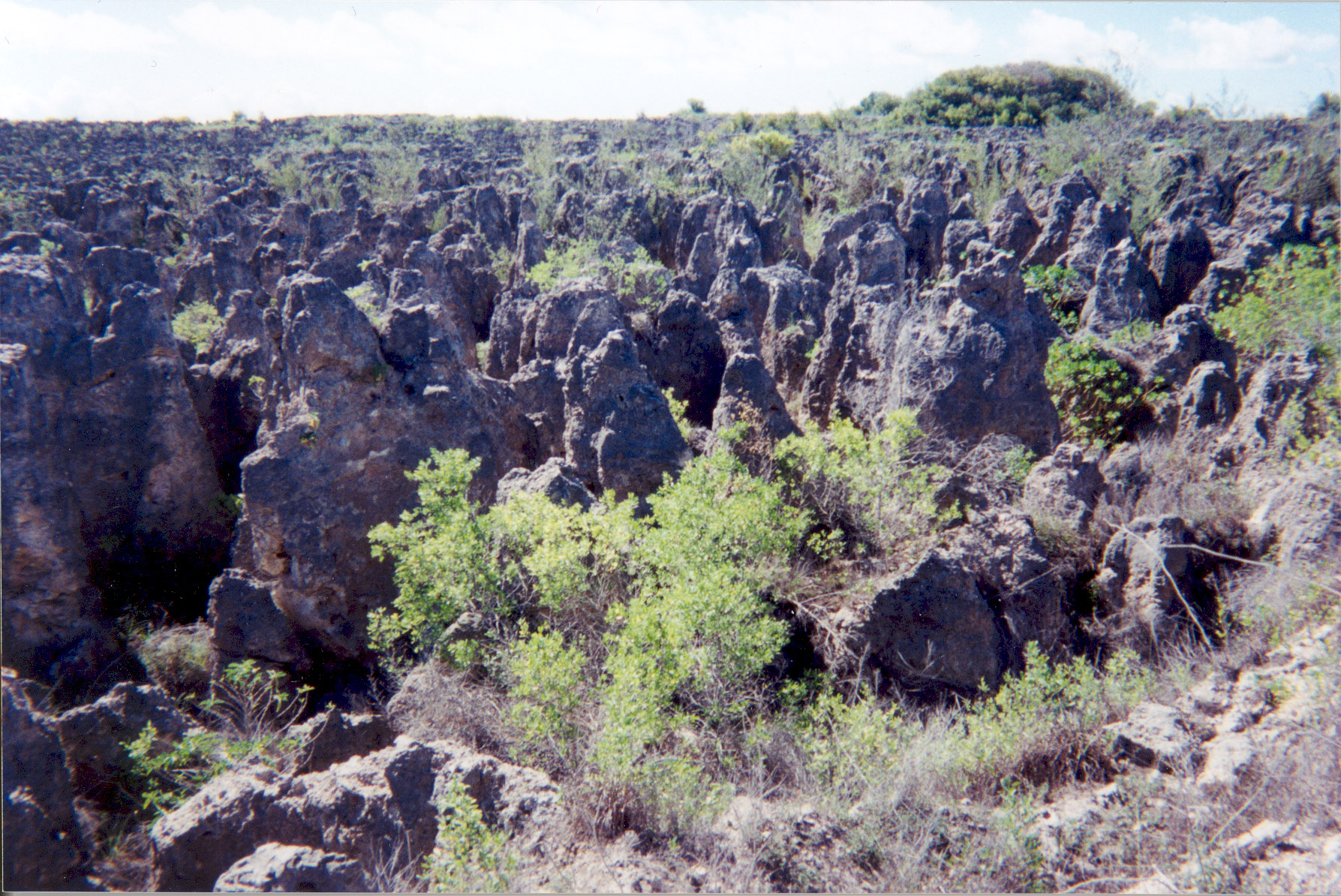
Un karst calcaire sur l'île de Nauru influencé par l'exploitation du phosphate.

Les roches contenant du phosphate sont exploitées pour produire du phosphore, un élément essentiel utilisé dans l'industrie et l'agriculture. Le processus d'extraction implique le dégagement de la végétation de surface, exposant ainsi les roches phosphatées à l'écosystème terrestre, entraînant l'érosion du sol.
Les produits dérivés de l'exploitation des minerais de phosphate sont constitués de déchets et de résidus, ce qui expose les humains à des particules contaminées via l'inhalation. Les éléments toxiques affectant la santé humaine incluent le cadmium (Cd), le chrome (Cr), le zinc (Zn), le cuivre (Cu) et le plomb (Pb).

### Exploitation des schistes bitumineux
Les schistes bitumineux sont des roches sédimentaires contenant du kérozène, à partir desquelles des hydrocarbures peuvent être produits. L'exploitation des schistes bitumineux a des impacts environnementaux significatifs, notamment à l'échelle globale et sur les écosystèmes. Le chauffage thermique et la combustion produisent une grande quantité de déchets, y compris du dioxyde de carbone et d'autres gaz à effet de serre. De nombreux écologistes s'opposent à la production et à l'utilisation des schistes bitumineux en raison des quantités importantes de gaz à effet de serre générées.
En plus de la pollution de l'air, la contamination de l'eau est un problème majeur, car l'extraction des schistes bitumineux implique des interactions avec l'oxygène et les hydrocarbures. Les changements paysagers sur les sites d'extraction de schistes bitumineux posent également problème, en particulier avec la production utilisant des produits chimiques.
Les mouvements du sol dans les zones d'exploitation souterraine posent un problème à long terme, car ils entraînent des zones instables. L'exploitation minière souterraine peut créer de nouvelles formations adaptées à la croissance de certaines plantes, mais une réhabilitation est souvent nécessaire.

### Exploitation de l'or
L'extraction de l'or est l'une des activités minières les plus destructrices pour l'environnement, en raison de la nécessité de déplacer d'énormes quantités de roche pour accéder au métal précieux. Le processus de cyanuration utilisé pour extraire l'or libère des substances toxiques dans l'environnement, telles que le cyanure et le mercure. La contamination des sols et des eaux par ces produits chimiques affecte non seulement les écosystèmes locaux, mais aussi les communautés humaines vivant à proximité des mines.
En outre, l'extraction de l'or contribue à la déforestation et à la perte de biodiversité, en particulier dans les zones tropicales où se trouvent la plupart des gisements aurifères. Par exemple, l'Amazonie est gravement touchée par l'exploitation minière illégale, qui détruit les habitats naturels et pollue les cours d'eau.
À titre d'exemple, la mine Victoria Gold située au Yukon a subi un glissement de terrain contenant plus 2 millions de tonnes de contaminants, dont du cyanure. Les dommages sur le ruisseau Haggart et la diversité de poissons qu'ils supportent ont des conséquences la sécurité en approvisionnement en eau potable et en sécurité alimentaire, puisque le poisson est fortement contaminé.

### Exploitation du sable
L'extraction de sable est une industrie en pleine croissance qui a des effets environnementaux significatifs. Le sable est une ressource clé pour la construction, mais son extraction détruit les habitats aquatiques et provoque l'érosion des berges et des plages.
Le dragage des fonds marins pour extraire du sable perturbe les écosystèmes marins, tandis que l'exploitation illégale dans les zones côtières et fluviales exacerbe les problèmes de dégradation environnementale. Les communautés locales sont également affectées, car l'extraction de sable peut compromettre les sources d'eau potable et accroître les risques d'inondations.

### Exploitation minière urbaine
L'exploitation minière urbaine consiste à récupérer des ressources précieuses à partir de déchets électroniques et autres matériaux recyclables. Bien que cette forme d'exploitation soit considérée comme plus durable, elle peut néanmoins avoir des impacts environnementaux. Par exemple, le processus de récupération des métaux rares nécessite l'utilisation de produits chimiques et d'énergie, ce qui peut générer des émissions de gaz à effet de serre.
Cependant, l'exploitation minière urbaine offre une alternative plus écologique à l'extraction traditionnelle, car elle permet de réduire la quantité de déchets envoyés dans les décharges et diminue la pression sur les écosystèmes naturels. Des initiatives telles que le recyclage des téléphones portables et des batteries usagées contribuent à récupérer des matériaux précieux comme l'or, le lithium et le cobalt.

## Tentatives d'atténuation des effets de l'extraction minière
Diverses techniques d'atténuation existent pour réduire les impacts de l'industrie minière sur l'environnement ; cependant, la technique utilisée dépend souvent du type d'environnement et de la gravité de l'impact. Pour garantir l'achèvement de la restauration des mines, ou la remise en état des terres minières pour un usage futur, de nombreux gouvernements et autorités de réglementation à travers le monde exigent que les entreprises minières versent une caution qui sera conservée en dépôt jusqu'à ce que la productivité des terres restaurées ait été démontrée de manière convaincante. Cependant, si les procédures de nettoyage sont plus coûteuses que la valeur de la caution, celle-ci peut simplement être abandonnée. En outre, une atténuation efficace dépend fortement de la politique gouvernementale, des ressources économiques et de l'application de nouvelles technologies.
Depuis 1978, l'industrie minière a restauré plus de 8 000 kilomètres carrés de terres rien qu'aux États-Unis. Ces terres restaurées ont vu le retour de la végétation et de la faune sur d'anciennes terres minières et peuvent même être utilisées pour l'agriculture et l'élevage.[réf. nécessaire]

## Sites spécifiques
- Tui mine en Nouvelle-Zélande
- Stockton mine en Nouvelle-Zélande
- Northland Pyrite Mine à Temagami, Ontario, Canada
- Sherman Mine à Temagami, Ontario, Canada
- Ok Tedi Mine dans la province occidentale, Papouasie-Nouvelle-Guinée
- Le Berkeley Pit
- Les mines de Wheal Jane